# Gusztáv és a másik
A Gusztáv és a másik a Gusztáv című rajzfilmsorozat negyedik évadának tizenharmadik epizódja.

## Rövid tartalom
Gusztáv késő esti sétáján megretten egy másik, tőle rettegő embertől. Amikor kiderül, hogy félelmük alaptalan volt, mindketten dühös agresszivitásba váltanak át.

## Alkotók
- Rendezte: Jankovics Marcell, Nepp József, Sz. Szilágyi Ildikó
- Írta: Jankovics Marcell, Nepp József
- Dramaturg: Lehel Judit
- Zenéjét szerezte: Deák Tamás
- Operatőr és kamera: Varga György
- Hangmérnök: Bársony Péter
- Vágó: Czipauer János
- Tervezte: Sz. Szilágyi Ildikó
- Háttér és képterv: Herpai Zoltán
- Rajzolta: Gyarmathy László
- Színes technika: Kun Irén
- Gyártásvezető: Marsovszky Emőke
- Produkció vezető: Imre István

A Magyar Televízió megbízásából a Pannónia Filmstúdió készítette.